# Église Saints-Pierre-et-Paul d'Eschentzwiller
Pour les articles homonymes, voir Église Saints-Pierre-et-Paul.
L'église Saints-Pierre-et-Paul est un édifice situé à Eschentzwiller, dans le département français du Haut-Rhin, dont le clocher et le porche font l'objet d'une inscription au titre des monuments historiques. Il s'y trouve un orgue Jean-André Silberman.

## Localisation
Ce bâtiment est situé rue de l'Église à Eschentzwiller.

## Historique
Le clocher et le porche font l'objet d'une inscription au titre des monuments historiques depuis 1996.